# Южный (Владимирская область)
Южный — посёлок в Меленковском районе Владимирской области России, входит в состав Даниловского сельского поселения.

## География
Посёлок расположен в 22 км к западу от Меленок.

## История
Посёлок основан не позднее конца XVIII века как посёлок Малиновского стеклянного завода.
В 1904 году Малиновский стекольный завод очевидно уже не существовал, однако в состав Черсевской волости Меленковского уезда Владимирской губернии входила Малинская лесная сторожка из 2 дворов при численности населения 18 человек.
В конце 20-х − начале 30-х годов XX века на месте посёлка был основан леспромхоз, к нему была проложена ведомственная железнодорожная ветка от станции Добрятино. В 1966 году посёлок Пичугинского лесоучастка Дмитриевского сельсовета был переименован в Южный. С 1975 года посёлок являлся центром Южного сельсовета, с 2005 года — в составе Даниловского сельского поселения. 
В 90-е годы XX века железнодорожная ветка была закрыта и разобрана.
Во время лесных пожаров 2010 года посёлок практически полностью сгорел. Одной из причин пожара местные жители назвали халатность работников ООО «Владимирский лесопромышленный комбинат», совладельцем которого является Лев Лещенко. Жители Южного были переселены в деревню Иватино, где для них были построены новые дома.

## Население
| 2002 | 2010 | 2021 |
| ---- | ---- | ---- |
| 309  | ↘125 | ↘82  |

## Транспорт и связь
В посёлке имелось одноимённое сельское отделение почтовой связи (индекс 602125).